# Leuchtspurmunition

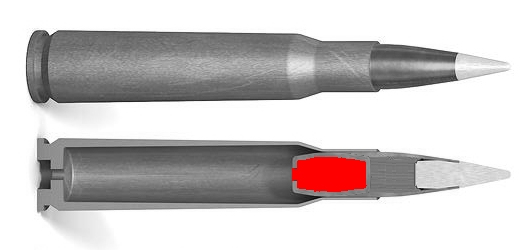
Schnitt durch eine Patrone mit Leuchtspurgeschoss

Leuchtspurmunition, auch Glimmspurmunition oder Tracer-Munition, ist Patronenmunition, bei der das Projektil an seinem Ende einen pyrotechnischen Satz enthält (im Bild rot dargestellt). Beim Abfeuern des Geschosses wird der pyrotechnische Satz durch die Treibladung entzündet. Die Leuchtspur erlaubt dem Schützen die optische Verfolgung der Flugbahn des Geschosses.

## Einsatz

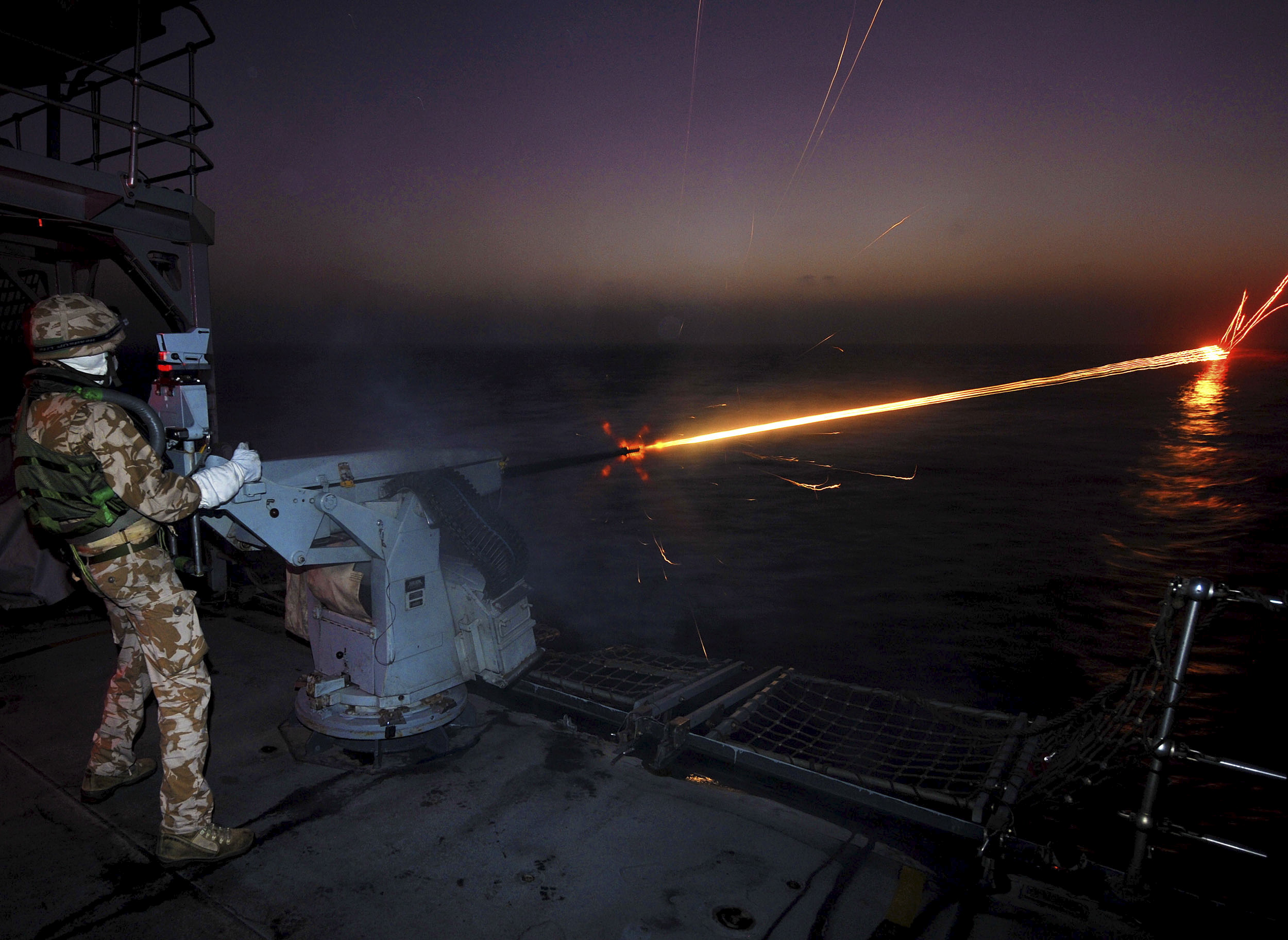
Leuchtspurmunition bei einer 20-mm-Maschinenkanone (Langzeitbelichtung 4/1 s)

Leuchtspurmunition wird dort eingesetzt, wo der Schütze die Flugbahn beobachten soll. Dies ist bei der Flugabwehr zur Beobachtung und Korrektur der Trefferlage der Fall, aber auch bei Maschinengewehren, wo Leuchtspurmunition in einem bestimmten Verhältnis zu normaler Munition eingesetzt wird, um dem Schützen mehr Orientierung über die Lage der Trefferfläche zu geben. Des Weiteren trägt die Kanonenmunition von Kampfpanzern oft eine Leuchtspur, um äußere Einflüsse auf die Flugbahn der Geschosse wie beispielsweise lokale Luftströmungen beobachten zu können, die mit eigenen Sensoren nicht festgestellt werden können. Es kann auch eine Leuchtspur-Patrone als eine der letzten Patronen im Magazin eingesetzt werden, um dem Schützen anzuzeigen, dass die Munition zu Ende geht. Ebenfalls hilft Leuchtspurmunition, die Schützen schneller auszubilden. Das Verhältnis 3 : 2 von regulärer Patronenmunition zu Leuchtspurmunition ist in militärischen Reglements verbreitet und wird auch von der Bundeswehr angewendet. Es bedeutet, dass auf drei normale Patronen zwei mit Leuchtspur folgen.

## Risiken

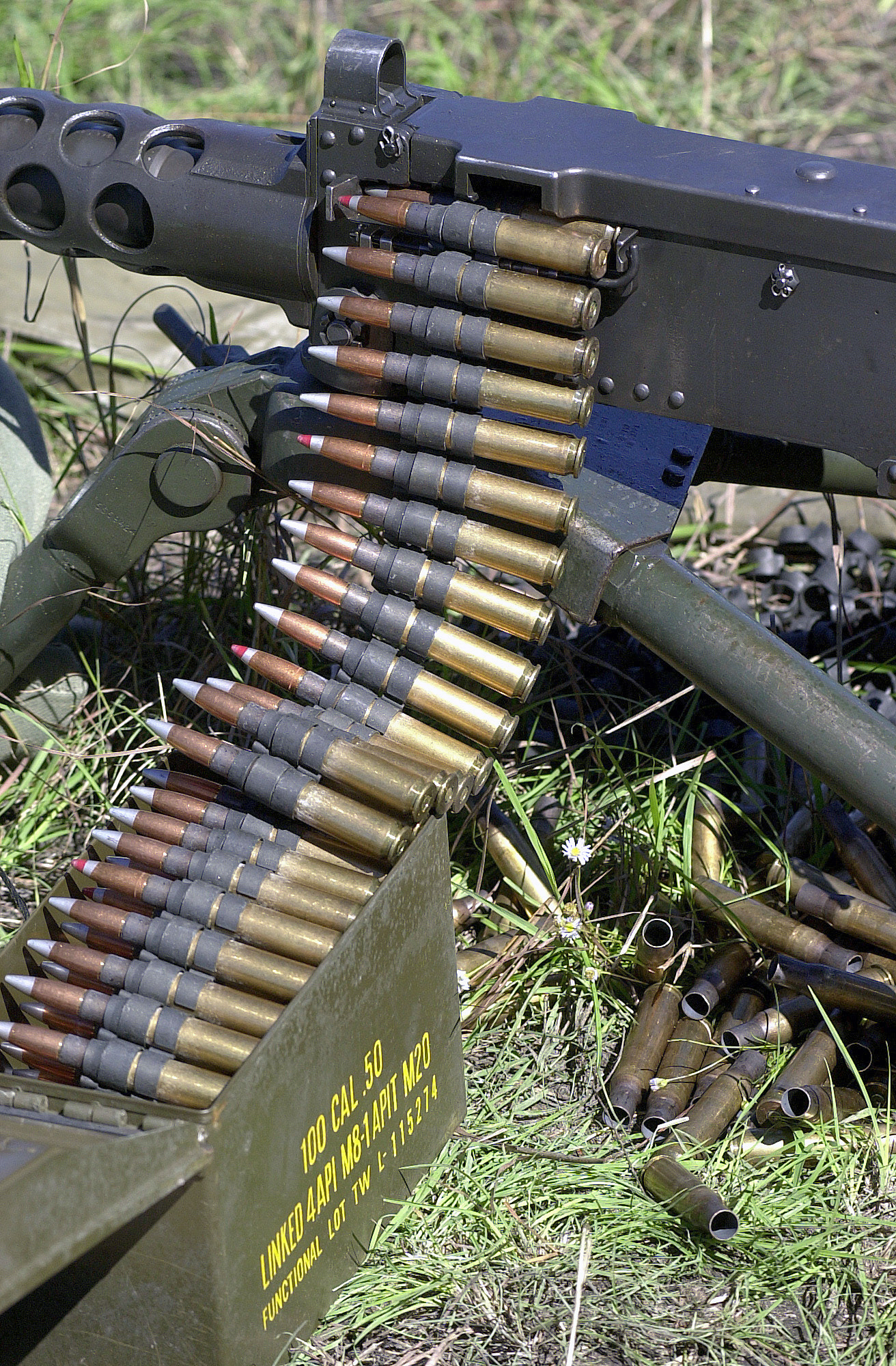
Munitionsgurt mit gemischter Munition Kaliber 12,7 × 99 mm NATO

Ein Nachteil von Leuchtspurmunition ist das grundsätzlich geringere Gewicht, das diese von normaler Munition unterscheidet und während des Fluges durch den abbrennenden pyrotechnischen Satz abnimmt, wodurch sich die Flugbahn im Verhältnis zu normaler Munition verändert. Leuchtspurmunition wird durch den pyrotechnischen Satz entzündet, was auch zu ungewollten Bränden (Felder, Wald) führen kann. Dieser Effekt kann jedoch auch absichtlich genutzt werden, um leicht entzündliche Stoffe (z. B. Benzin) durch Beschuss in Brand zu setzen.
Da die Leuchtspur nicht nur aus der Sichtrichtung des Schützen gesehen werden kann, verrät ein Schütze durch den Einsatz von Leuchtspurmunition seine Position zwar nicht an die Zielperson; Dritte können aber die Position des Schützen ausmachen, wenn sie (aus Sicht des Ziels) seitlich, höher oder tiefer neben dem Schützen positioniert sind. Um dieses Risiko zu minimieren, können Leuchtspursätze mit Verzögerung oder Glimmspursätze verwendet werden. Glimmspursätze haben im Unterschied zu Leuchtspursätzen nur geringe Lichtintensität und können dadurch nur aus Richtung der Schussabgabe beobachtet werden.
Der pyrotechnische Satz, der meist aus einem Gemisch aus PVC, Magnesiumpulver und Strontiumnitrat besteht, hinterlässt beim Abbrennen Rückstände, die den Lauf deutlich schneller verschleißen als herkömmliche Munition.
Zur Unterscheidung von gewöhnlicher Munition ist die Geschossspitze bei Leuchtspurmunition in der NATO rot lackiert.

## Recht
Leuchtspurmunition ist in den meisten europäischen Ländern Kriegsmaterial und kann deshalb oft nur von Munitionssammlern mit entsprechenden Ausnahmegenehmigungen erworben werden. In Deutschland stellt der Besitz von Leuchtspurmunition eine Straftat dar, auch wenn Munition grundsätzlich besessen werden dürfte (Jäger/Sportschützen). Ausnahmen für Leuchtsätze bei Schrotmunition sind verbreitet, und beispielsweise ist in Österreich  Leuchtspurmunition im Kaliber .22 lfB (Kleinkaliber) sowie Schrotmunition mit Leuchtsatz von der Kriegsmaterialverordnung ausgenommen.